# コマースシティ (コロラド州)
コマースシティ（Commerce City）は、アメリカ合衆国コロラド州のアダムズ郡にある都市。州都デンバーの北に隣接している。デンバー国際空港に近い。人口は6万6115人（2022年）で、人口増加が著しい。

## 歴史
1942年から1992年までアメリカ陸軍のロッキーマウンテン兵器工場があり、化学兵器を製造していた。このため、住宅地が本格的に造成されるようになったのは2000年以降である。

## 交通
デンバー地域交通局のN線（N Line）が市内に乗り入れている。

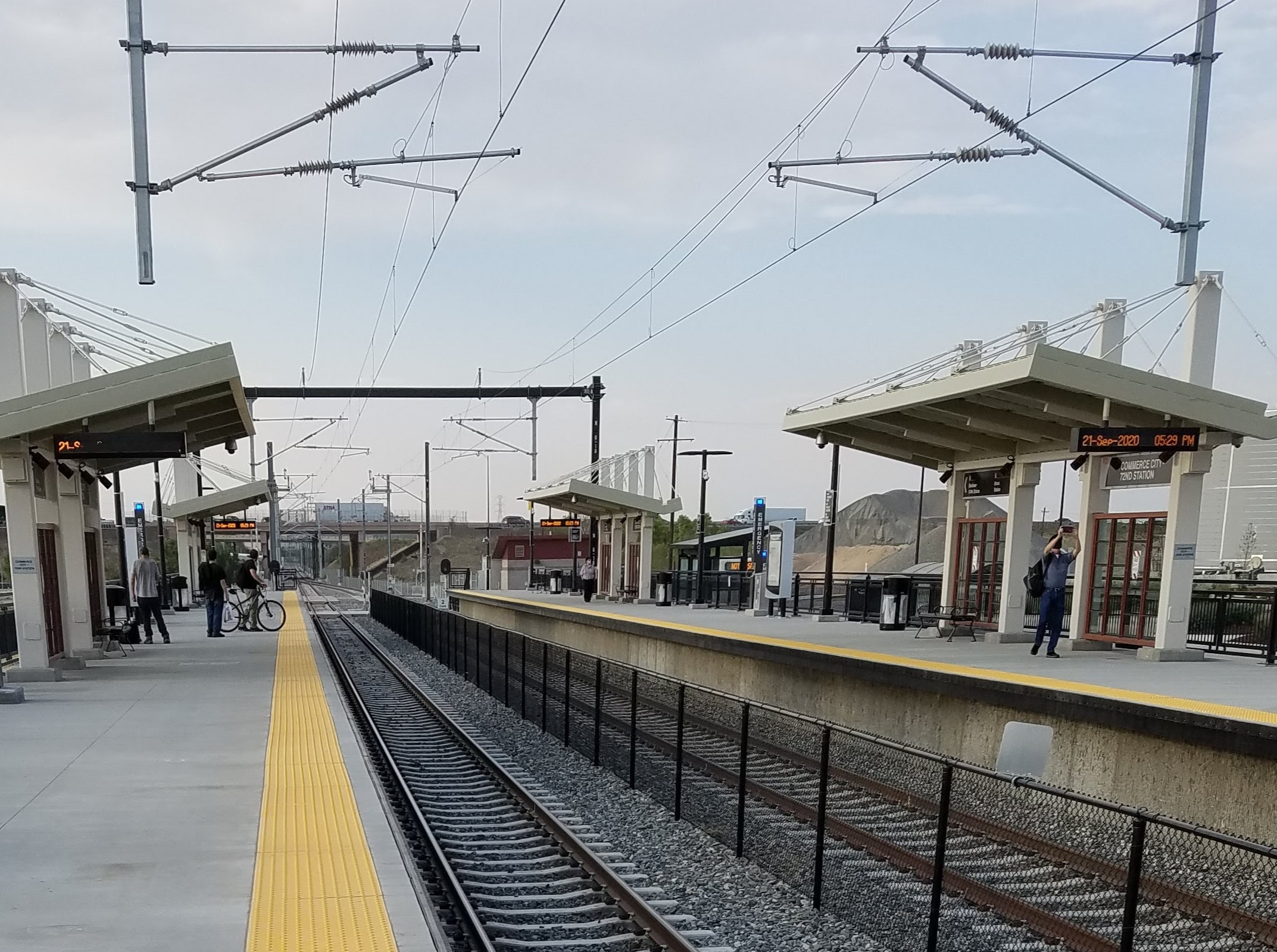
RTDコマースシティ駅

## スポーツ
コマースシティにはディックス・スポーティング・グッズ・パークというサッカースタジアムがあり、コロラド・ラピッズのホームスタジアムとなっている。

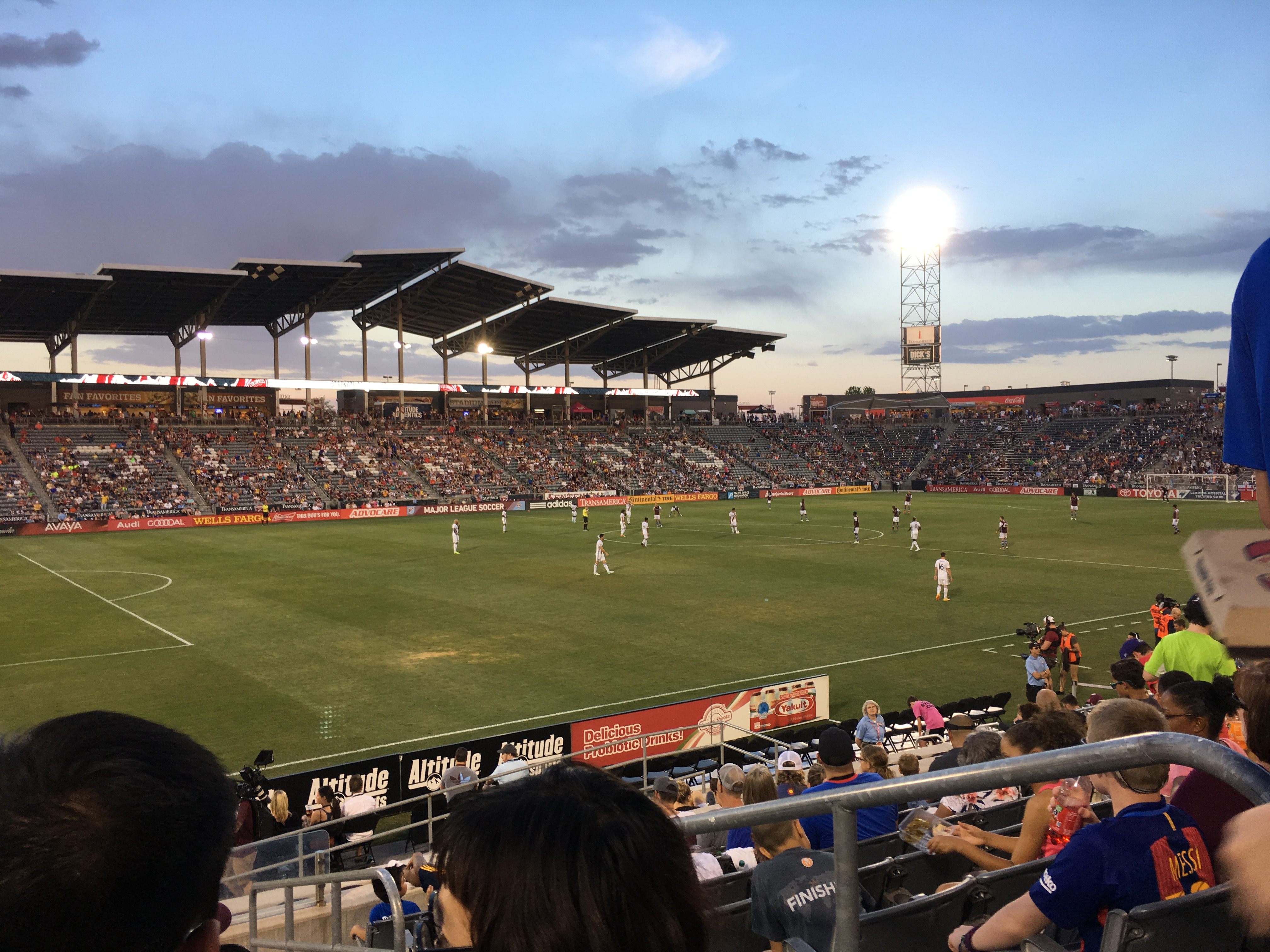
DSGパーク